# Хавиер Перес де Куеляр
Хавиер Перес де Куеляр е перуански политик и виден международен дипломат.
Той е 5-ият генерален секретар на Организацията на обединените нации от 1 януари 1982 до 31 декември 1991 г., после за кратко е министър-председател и едновременно министър на външните работи на Перу (2000 – 2001).
След смъртта на Курт Валдхайм през юни 2007 г. е най-възрастният бивш генерален секретар на ООН, а от юни 2017 г. е най-възрастният бивш министър-председател на Перу.

## Биография
Учи в частния католически среден колеж „Сан Августин“ (Colegio San Agustín) и право в Папския католически университет на Перу (Pontificia Universidad Católica) в Лима.

### Дипломатическа кариера
Хавиер Перес де Куеляр постъпва в Министерството на външните работи през 1940 г. На дипломатическа служба в чужбина е от 1944 г., заминавайки като секретар в посолството на Перу във Франция; после служи в посолствата във Великобритания, Боливия, Бразилия. По-късно е посланик последователно в Швейцария (1964 – 1966), в Съветския съюз и едновременно в Полша (1969 – 1971), във Венецуела (1977 – 1979).
Бил е младши член на перуанската делегация за първата сесия на Общото събрание на ООН в Лондон през 1946 г. и член на делегациите от 25-а до 30-а сесия на Общото събрание. През 1971 г. е назначен за постоянен представител на Перу в ООН и ръководи делегацията на страната си за всички заседания на Общото събрание оттогава до 1975 г.
През 1973 и 1974 г. представлява страната си в Съвета за сигурност на ООН, като е негов председател по време на събитията в Кипър през юли 1974 година. На 18 септември 1975 г. е назначен за специален представител на генералния секретар в Кипър и остава на поста до декември 1977 г., когато се завръща в перуанската дипломатическа служба.
На 27 февруари 1979 г. е назначен за заместник генерален секретар на ООН по специалните политически въпроси. От април 1981 г. допълнително е личен представител на генералния секретар на ООН по Афганистан. В това си качество посещава Пакистан и Афганистан през април и август с.г. и продължава преговорите, инициирани от генералния секретар няколко месеца по-рано.

### Генерален секретар на ООН
След 16 гласувания е избран (1981) и на 31 декември 1981 г. Перес де Куеляр сменя Курт Валдхайм като генерален секретар на ООН; преизбран е за следващия 5-годишен мандат през октомври 1986 г.
По време на президентстването си посредничи между Великобритания и Аржентина след Фолклендската война (1982); насърчава усилията на страните от групата Contadora за постигане на мир и стабилност в Централна Америка в началото на 1980-те години. Съдейства за преговорите за независимост на Намибия, в конфликти в Западна Сахара между Мароко и фронта „Полисарио“ и в Югославия (между хърватски и сръбски части), както и по кипърския въпрос.
Инициира създаването на Световната комисия по околна среда и развитие, днес известна като Комисия Брунтланд (Brundtland), през 1983 г. Председателства (1986) международния арбитражен комитет по конфликта между Нова Зеландия и Франция (заради потъването на кораба „Рейнбоу Уориър“ на „Грийнпийс“).
Малко преди края на втория му мандат отклонява неофициално предложение от членове на Съвета за сигурност да се кандидатира за следващ, 3-ти мандат (съкратен на 2 години) като спасително за ООН решение, защото в търсенето на наследник на поста му до онзи момент няма консенсусна кандидатура. Кандидат е одобрен непосредствено преди края на мандата му, който приключва, както е планирано, на 31 декември 1991 г.

### В политиката след ООН
Основава политическата партия Съюз за Перу през 1994 г. През 1995 г. Перес де Куеляр се изправя безуспешно срещу Алберто Фухимори на изборите за президент на Перу, като събира 22 % от гласовете срещу 64,4 % за Фухимори.
По време на бурния период на временното президентсво на Валентин Паниагуа (след оставката и бягството от страната на президента Фухимори поради обвинения в корупция) Перес де Куеляр е министър-председател и едновременно министър на външните работи от 22 ноември 2000 до 28 юли 2001 г.
От 2002 г. е посланик на Перу във Франция и в ЮНЕСКО; подава оставката си и напуска поста си, считано от 31 декември 2004 г. Остава да живее във Франция, работи за ЮНЕСКО.
Известно време е работил също като професор по международно право в Дипломатическата академия на Перу и професор по международни отношения в Академията на въздушните войски на Перу. Автор е на няколко книги, сред които са учебен наръчник по международно право (1964, 1998), избрани речи и спомени за дипломатическата работа, художествен роман. На 94-годишна възраст публикува романа си Los Andagoya (2014), в който описва живота на семейство в Лима през 1930-те години „с фин и хаплив хумор“.
Председател е на Конгреса на Латинския съюз (бивша международна организация, обединявала народи, говорещи на романски езици) от 2002 до 2004 г. Член е на Мадридския клуб (на повече от 100 бивши президенти и министър-председатели на 56 държави) и на Етичната комисия на Международния олимпийски комитет (в Лозана, Швейцария), съветник на ЮНЕСКО (в Париж, Франция) и на Международния Червен кръст (в Женева, Швейцария).
Преживява сърдечен удар през юли 2005 г., хоспитализиран е в болница в Париж, от която е изписан след седмица. Умира на възраст 100 години и 45 дни.

## Семейство
Докато е дипломат в посолството на Перу във Франция, се жени за първата си съпруга французойката Ивет Робертс (Yvette Roberts, п. 2013). От първия си брак има син Франциско (Francisco, р. 1947, Париж) и дъщеря Агеда Кристина (Águeda Cristina, р. 1955, Лондон).
По време на престоя си в Кипър като специален представител на генералния секретар на ООН се жени за втората си съпруга Марсела Темпъл Семинарио (Marcela Temple Seminario, 1933 – 2013), с която нямат деца.

## Признание
Хавиер Перес де Куеляр е награждаван многократно с високи международни, национални и институционани награди, пометен доктор е на множество университети, включително на Софийския университет.
Той е вторият лауреат на ежегодната шведска награда „Улоф Палме“ (1988) за международно разбирателство и обща сигурност.
Удостоен е със званието „Почетен гражданин на Загреб“ през 1987 г.